# 정릉로
정릉로(貞陵路)는 서울특별시 종로구 평창동 북악터널부터 성북구 하월곡동을 잇는 도로이다.

## 경유지
서울특별시
- 종로구
- 성북구

## 노선
- 북악터널 - 국민대학교 - 고려대학교 - 북악중학교 - 정릉IC - 정릉입구삼거리  -  서울숭덕초등학교(정릉역) - 길음119안전센터  -  길음교사거리 - 길음역 - 서울개운초등학교 - 길음교차로 - 종암사거리(화랑로)

## 연결도로
- 종암로
- 내부순환로
- 동소문로
- 화랑로
- 솔샘로

## 같이 보기
- 서울특별시도 제C3호선